# Ádeni Nemzetközi Repülőtér-i csata
Az Ádeni Nemzetközi Repülőtér-i csata 2015. március 19-én a kora reggeli órákban tört ki, mikor a volt elnökhöz, Ali Abdullah Szálehhez hű hadsereg megtámadta Jemenben Áden repülőterét. Az itt állomásozó katonák Jemen nemzetközileg elismert vezetőjéhez, Abbed Rabbo Manszúr Hádihoz voltak lojálisak.

## Előzmények
Ali Abdullah Szálehet, az országot a 2011-es jemeni forradalomig irányító volt elnököt többen azzal vádolták, hogy 2014-ben támogatta a húszikat, mikor – sikerrel – meg akarták dönteni egykori alelnöke, a későbbi elnök, Abbed Rabbo Manszúr Hádi hatalmát. Miután a húszik átvették az ellenőrzést Szanaa felett, Hádi 2015. februárban Ádenbe menekült, majd pár héttel később hadügyminisztere, Mahmoud al-Subaihi is követte. Száleh a reptéri csata előtti héten kijelentette, hogy Hádit a Vörös-tengerbe kergeti.
A zavargások akkor törtek ki Ádenben, mikor Hádi megpróbálta eltávolítani a Szálehhez hű Abdul-Hafez al-Saqqaf dandártábornokot, aki két katonai egység és a speciális biztonsági csoport felettese volt.

## Fejlemények

### A reptér elleni támadás
Al-Saqqaf speciális egységei arra hivatkozva, hogy a környező épületekből lőtték őket, március 19-én kora reggel lerohanták a repteret. A hadsereg és a Hádihoz hű milicisták sikerrel visszaverték a rohamot, A Yemenia Kairóba tartó gépének mintegy 100 utasát kellett evakuálni a tűzharc miatt. Legalább két lövedék felrobbant, ami legalább négy embert megölt és több mint tízet megsebesített. A jelentések szerint három, Szálehhez hű katona meghalt, és többet túszul ejtettek. Hádi egyik Boeing 747-es, elnöki repülőnek használt utasszállító gépét a lövések megrongálták. A lövöldözés legalább négy órán át tartott, és bekapcsolódtak al-Subaihi csapatai is, akik a terminált evakuálásában segítettek.

### A bázis ostroma
Miután sikeresen megvédték a repteret, al-Subaihi csapatai megtámadták a közeli al-Sawlaban speciális rendőrállomást Khormaksarban. Először a tüzérség vette célkeresztbe az épületet, majd délután a Hádihoz hű katonák és milicisták rohamozták meg és fosztották ki az épületet. Al-Saqqafát a jelentések szerint legyőzték,, és ezután átadta magát a Láhidzs kormányzóság vezetőjének. A Reuters szemtanúja azt jelentette, hogy „számtalan”, a speciális egységekhez tartozó katonát letartóztattak.
Bár városszerte a fontosabb helyszíneket és utakat, utcákat Hádihoz hű rendőrök és katonák tartották ellenőrzésük alatt, az Association Press szerint Száleh híveinek a kezén maradt a városháza.

## Következményei

### Légitámadás Hádi erődítményei ellen
Az al-Sawlaban támaszpont elestével összefüggésben március 19-én legalább egy, a húszik alá tartozó harci repülőgép gránátokkal megtámadta Hádi elnöki palotáját. A támadásra légvédelmi rakétákkal válaszoltak, a létesítmény irányából pedig füstöt jelentettek.A repülőgép második támadását sikeresen megelőzték a légvédelmi rakéták. Hádi a támadás idején máshol tartózkodott, és az elnöki elsősegély-szolgálat jelentése szerint a támadásban senki sem sebesült meg.
Március 21-én a Reuters jelentései szerint még legalább két azonosítatlan repülőgép közelítette meg az elnöki palotát, amelyek a légvédelmi rakéták miatt végül is leszálltak.

### Al-Saqqaf elleni merénylet
A csata utáni este az Ádenből Lahidzsba tartó konvojra, mellyel al-Saqqaf tábornok is utazott, Al-Athawirben éjszaka tüzet nyitottak. A helyi biztonsági egységek egyik munkatársa szerint a tábornoknak nem esett baja, de mikor az autó a tetejére fordult, egy testőre és három másik utas az életét vesztette.

### A polgárháború kitörése
Két nappal a csata után a húszi Forradalmi Bizottság általános mozgósítást rendelt el különféle dél-jemeni terrorista elemek ellen. Ez után indultak meg a húszi fegyveresek és a Száleh-párti milicisták erőteljes támadásai. A repteret a jelentések szerint a Száleh-pártiak március 25-én elfoglalták, és csak a Szaúd-Arábia vezette bombázások hatására március 29-én sikerült visszaszerezni.

## Reakciók
A szanaai Legfelsőbb Húszi Védelmi Bizottság egy közleményben a harcok befejezését szorgalmazta, és azt írták, “mindkét félnek kötelessége a béke fenntartása, és vissza kell térniük a tárgyalóasztalok mellé.” Hádi szerint a reptéri csata al-Saqqaf puccskísérlete volt. A Yemen Post főszerkesztője azt nyilatkozta az Al-Jazeerának, hogy Száleh támogatói még mindig Ádenben vannak, és továbbra is egy Hádi elleni merényletre készülhetnek. that the pro-Saleh troops who attacked the airport were still in Aden after the battle and could be expected to continue their attacks on Hadi.